# Thomas Wyatt den yngre

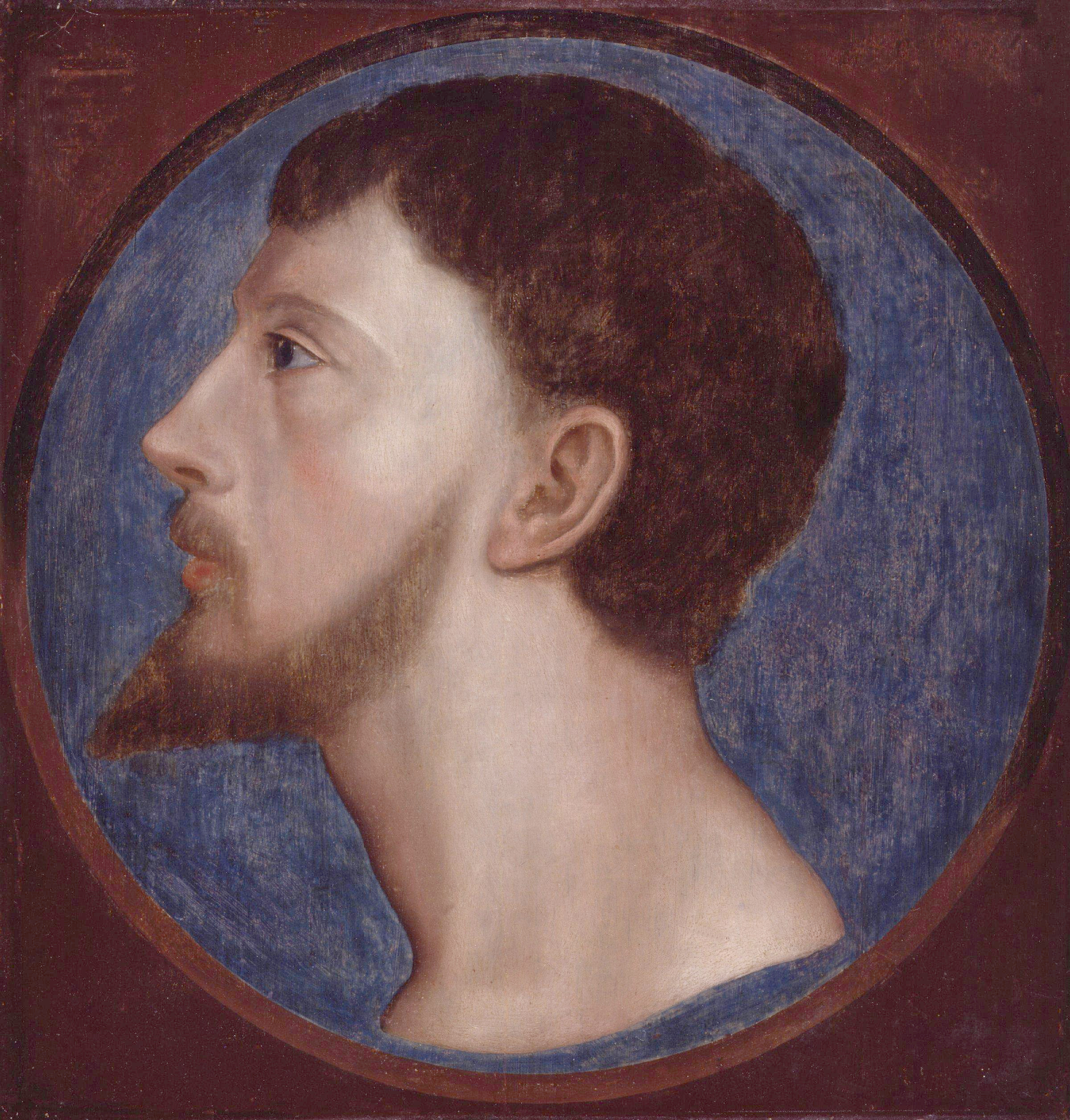
Thomas Wyatt den yngre.

Thomas Wyatt den yngre,  född omkring 1521 i Chatham, död (avrättad) den 11 april 1554 i Towern, var en engelsk upprorsman, son till Thomas Wyatt den äldre. 
Wyatt ägnade sig efter stormiga ynglingaår åt krigstjänst i Nederländerna 1543–1550 och drevs 1554 av harm över drottning Maria Tudors plan att äkta Filip II in i sammansvärjningen för att hindra detta giftermål. Då de flesta anstiftarna (av vilka bör nämnas hertigen av Suffolk – om earlen av Devon var inblandad är fortfarande inte bevisat) greps redan i början av resningen, kom Wyatt att inta en ledande ställning. 
Wyatt intog den 26 januari 1554 Rochester och nådde den 3 februari södra London, men mötte där starkt motstånd från befolkningen till följd av sitt krav att få Towern upplåten åt sig jämte rätt att övervaka drottningen. Han måste den 6 februari retirera till Kingston, övergick Themsen och gjorde den 7 februari ett misslyckat anfall mot Saint James's Palace, varpå han den 8 februari gav sig fången vid ett avvärjt försök att intränga i City. Han dömdes den 15 mars till döden och fritog ännu på schavotten prinsessan Elisabet, i vars intresse upproret troddes vara företaget, från all delaktighet däri.
Wyatts sonson, sir Francis Wyatt (cirka 1585–1644), var 1621–1626 och 1639–1642 guvernör i Virginia.